# Orthocerida
Los ortocéridos (Orthocerida, gr. "cuerno recto") son un orden extinto de moluscos cefalópodos que fueron muy abundantes en los mares del Paleozoico. Los más antiguos datan del Ordovícico superior (hace unos 450 millones  de años) y se extinguieron a finales del Triásico, hace unos 208 millones de años.
No eran muy diferentes a los actuales nautilos aunque presentaban una concha externa de forma cónica acabada en punta (de ahí deriva su nombre) que estaba dividida en cámaras. Podían llenar y vaciar de agua las cámaras internas, de tal manera que podían situarse a distintas profundidades, dependiendo de ese llenado.

## Taxonomía
El orden Orthocerida incluye 10 familias:
- Orthoceratidae (=Michelinoceratidae)
- Baltoceratidae
- Geisonoceratidae
- Proteoceratidae
- Stereoplasmoceratidae
- Clinoceratidae
- Paraphragmitidae
- Pseudorthoceratidae
- Arionoceratidae
- Lamellorthoceratidae